# Cynorta rorida
Cynorta rorida is een hooiwagen uit de familie Cosmetidae.